# Evropsko prvenstvo v podvodnem hokeju
Evropsko prvenstvo v podvodnem hokeju je najvišje evropsko športno tekmovanje v podvodnem hokeju, ki poteka pod okriljem Svetovne podvodne federacije (CMAS). Tekmovanje poteka na vsaki dve leti.

## Seznam prvenstev
- Evropsko prvenstvo v podvodnem hokeju 1985
- Evropsko prvenstvo v podvodnem hokeju 1987
- Evropsko prvenstvo v podvodnem hokeju 1989
- Evropsko prvenstvo v podvodnem hokeju 1991
- Evropsko prvenstvo v podvodnem hokeju 1993
- Evropsko prvenstvo v podvodnem hokeju 1995 (Amersfoort, Nizozemska)
- Evropsko prvenstvo v podvodnem hokeju 1997 (Reims, Francija)
- Evropsko prvenstvo v podvodnem hokeju 1999 (Kranj, Slovenija)
- Evropsko prvenstvo v podvodnem hokeju 2001 (Beograd, Srbija in Črna gora)
- Evropsko prvenstvo v podvodnem hokeju 2003 (San Marino)
- Evropsko prvenstvo v podvodnem hokeju 2005 (Marseille, Francija)
- Evropsko prvenstvo v podvodnem hokeju 2007